# Sisyrnodytes subater
Sisyrnodytes subater är en tvåvingeart som beskrevs av H. Oldroyd 1957. Sisyrnodytes subater ingår i släktet Sisyrnodytes och familjen rovflugor.
Artens utbredningsområde är Zimbabwe. Inga underarter finns listade i Catalogue of Life.